# S Andromedae

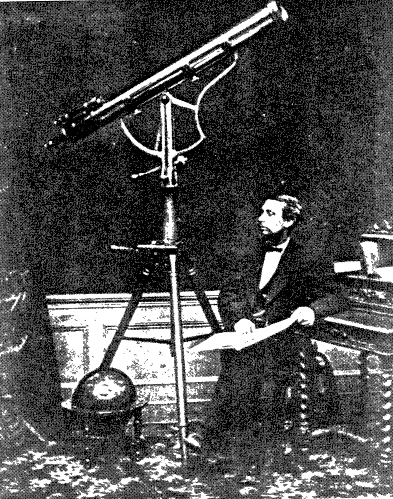
Isaac Ward

S Andromedae (sau SN 1885A) a fost o supernovă din galaxia Andromeda, singura observată în această galaxie până în prezent de către astronomi. Este și prima supernovă observată în afara galaxiei noastre. Este cunoscută și sub numele de Supernova 1885. S Andromedae a fost descoperită pe 19 august 1885 de către astronomul amator irlandez Isaac Ward în Belfast, și, independent, în ziua următoare de către Ernst Hartwig la Observatorul Dorpat (Tartu) din Estonia. Acesta supernovă se afla la 2,6 milioane ani-lumină și a ajuns la magnitudinea 6, dar s-a stins la magnitudinea 16 în februarie 1890.